# Zwölf himmlische Generäle

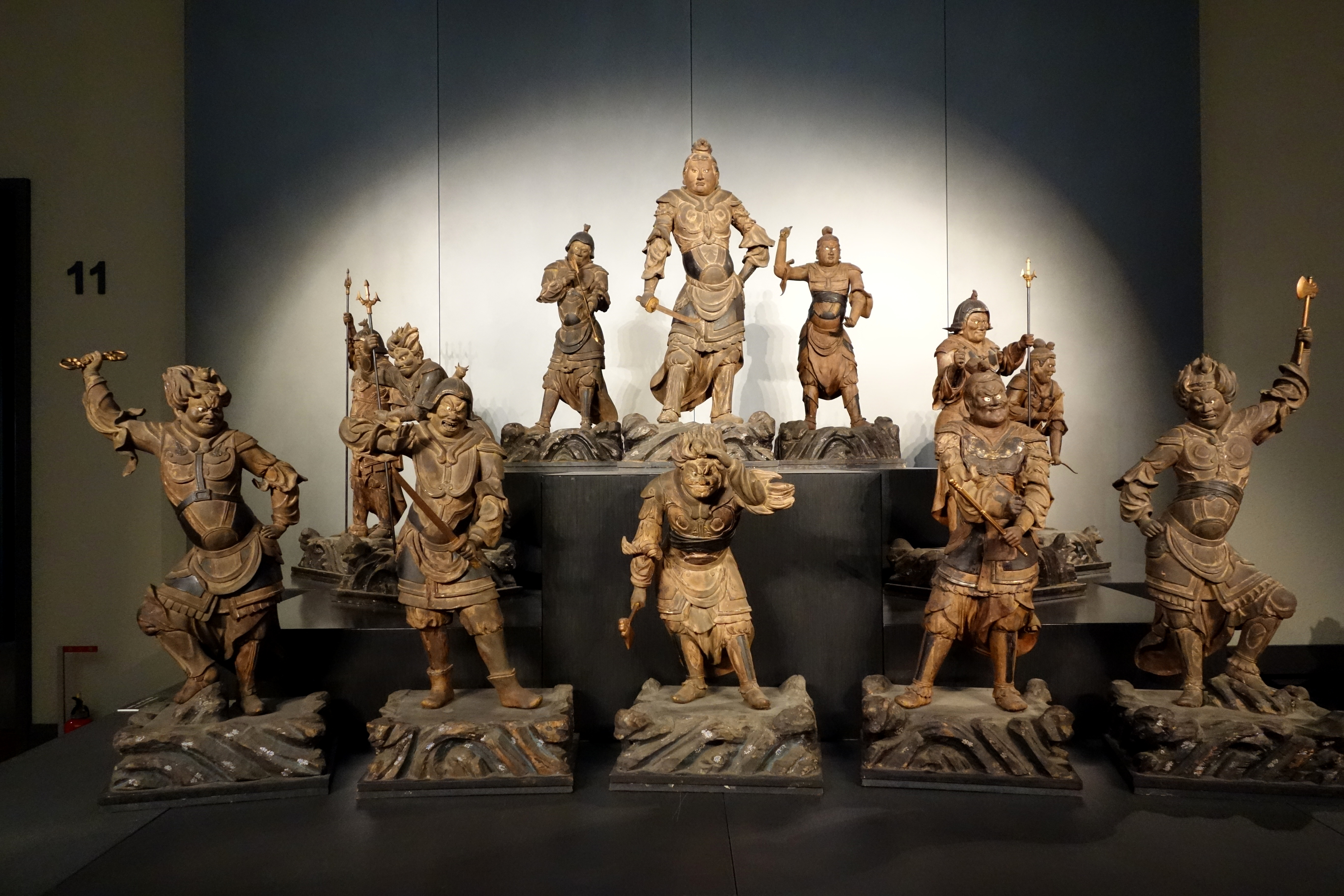
Die zwölf Generäle im Nationalmuseum Tokio

Die Zwölf himmlischen Generäle (Jūni shinshō (十二神将), auch Jūni yasha shinshō (十二夜叉神将), Jūni shin’ō (十二神王), Jūni yakusha daiō (十二薬叉大将)) sind die zwölf Beschützer des Yakushi Buddha. Sie sind besonders in Japan in einer Reihe von Tempeln erhalten.

## Übersicht

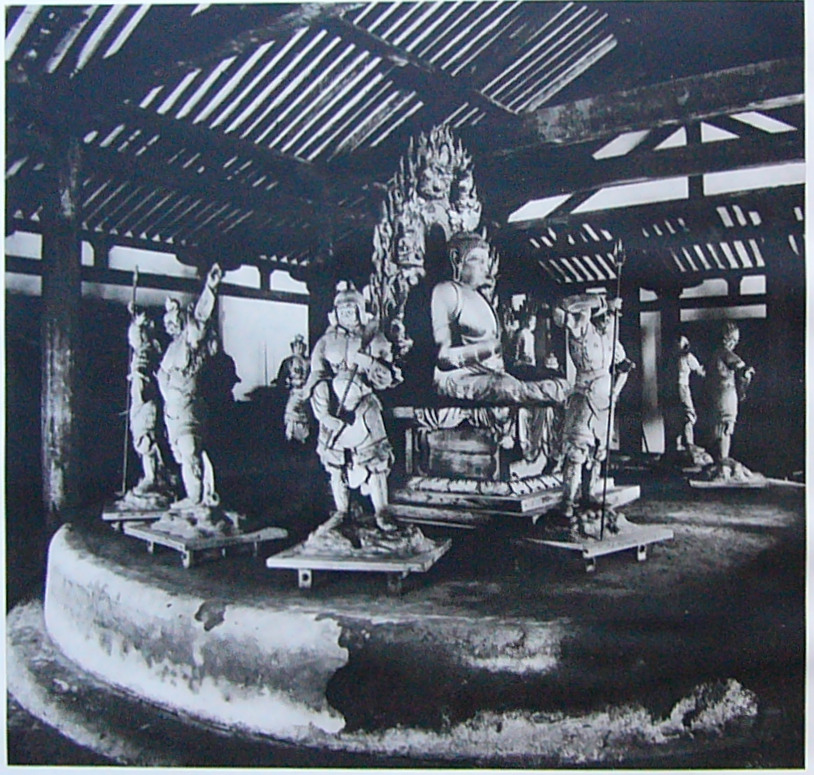
Die zwölf Generäle
im Shin-Yakushi-ji

Nach der „Yakushi hongan kudoku“-Sutra (薬師本願功徳経) sind die zwölf Generäle die Obersten aus den 84.000 Beschützern des Yakushi. Ihre Namen und ihre Reihenfolge sind im erwähnten Text festgelegt. Die jeweilige Körperfarbe und ihre Attribute (Schwerter, Lanzen, Gebärden) lassen sich aus der Shichibutsu hongan-kyō gikiku yōhō (七仏本願経儀軌供養法) entnehmen.
Im Text wird nicht direkt auf die zwölf Erdzweige Bezug genommen, aber da die Generäle den Yakushi ununterbrochen Tag und Nacht schützen, ergibt sich eine Beziehung dazu, die sich in der Aufstellung widerspiegelt. Grundsätzlich lassen sich die Zwölf in solche ohne direkten Bezug dazu als Figuren „alter Art“ (古様, koyō) und die mit Bezug als Figuren „neuer Art“ (新様, shin’yō) einteilen.

## Die Namen der Generäle
| #  | Erdzweig | Sanskrit  | Kanji  | Japanisch | Pinyin    |
| -- | -------- | --------- | ------ | --------- | --------- |
| 01 | 子       | Kumbhīra  | 宮毘羅 | Kubira    | Guānpíluò |
| 02 | 丑       | Vajra     | 伐折羅 | Basara    | Fázhéluò  |
| 03 | 寅       | Mekhila   | 迷企羅 | Mekira    | Míqǐluò   |
| 04 | 卯       | Antira    | 安底羅 | Antera    | Āndǐluò   |
| 05 | 辰       | Anila     | 頞儞羅 | Anira     | Ènǐluò    |
| 06 | 巳       | Saṃthila  | 珊底羅 | Santera   | Shāndìluò |
| 07 | 午       | Indāla    | 因達羅 | Indara    | Yīndàluò  |
| 08 | 未       | Pāyila    | 波夷羅 | Haira     | Bōyìluò   |
| 09 | 申       | Mahāla    | 摩虎羅 | Makora    | Mòhǔluò   |
| 10 | 酉       | Cindāla   | 真達羅 | Shindara  | Zhēndàluò |
| 11 | 戌       | Caundhula | 招杜羅 | Shōtora   | Zhāodùluò |
| 12 | 亥       | Vikāla    | 毘羯羅 | Bikara    | Píjiéluò  |

## Darstellungen der Zwölf himmlischen Generäle in Japan

### Bildliche Darstellung
- Zeichnungen, aufbewahrt im Daigo-ji
- Bilder Yakushi und die zwölf Generäle im Yōchi-in des Kōzan-ji

### Plastische Darstellungen
Als Nationalschätze sind registriert:
- Die Zwölf im Shin-Yakushi-ji, frühe Nara-Zeit, die ältesten in Japan, als Tonfiguren ausgeführt. Eine Figur später ergänzt.
- Die Zwölf im Kōryū-ji, Holz, spätere Heian-Zeit,
- Die Zwölf im Kōfuku-ji, Holz, Kamakura-Zeit.

Als Wichtige Kulturgüter sind registriert:
- Die Zwölf im Tōdai-ji, Holz, Heian-Zeit,
- Die Zwölf im Tōzan-ji, Präfektur Hyōgo, Holz, Heian-Zeit,
- Die Zwölf im Gankō-ji, Präfektur Gifu, Holz, Heian-Zeit,
- Die Zwölf im Kunstmuseum der Stadt Fukuoka, Holz, neun erhalten, Heian-Zeit,
- Die Zwölf im Yokokura-ji Präfektur Gifu, Holz, Heian-Zeit,
- Die Zwölf im Murō-ji, Holz, Kamakura-Zeit,
- Die Zwölf im Ryōsen-ji, Präfektur Nara, Holz, Kamakura-Zeit,
- Die Zwölf im Hōkai-ji, Präfektur Kyōto, Holz, Kamakura-Zeit,
- Die Zwölf im Jōmyō-ji, Präfektur Wakayama, Holz, Kamakura-Zeit,
- Die Zwölf im Ryūō-ji, Präfektur Shiga, Holz, Kamakura-Zeit,
- Die Zwölf im Hōjō-bō, Präfektur Kanagawa, Holz, Kamakura-Zeit,
- Die Zwölf im Ikaruga-dera, Präfektur Hyōgo, 8 aus Holz, Kamakura-Zeit,
- Die Zwölf im Sekkei-ji, Präfektur Kōchi, 10 aus Holz, Kamakura-Zeit,
- Die Zwölf im Saiendō des Hōryū-ji, 10 aus Holz, Kamakura-Zeit und später,
- Die Zwölf im Städtischen Museum Fukuoka, Holz, Namboku-Zeit
- Die Zwölf im Eisan-ji, Präfektur Nara, Holz, Muromachi-Zeit,
- Die Zwölf im Tō-ji, Holz, Momoyama-Zeit.

Ohne Prädikat:
- Die Zwölf im Yakuō-in, Präfektur Ibaraki, Holz, Kamakura-Zeit,
- Die Zwölf im Kokuseki-ji, Präfektur Iwate, Holz, Kamakura-Zeit,
- Die Zwölf im Ryūgan-ji, Präfektur Ōita, Holz, Muromachi-Zeit,
- Die Zwölf im Kokubun-ji, Präfektur Tōkyō, Holz, Edo-Zeit,
- Die Zwölf im Kaizō-in, Präfektur Kanagawa, Holz, Edo-Zeit,
- Die Zwölf im Seitoku-ji, Präfektur Tōkyō, Holz, Edo-Zeit,
- Die Zwölf im Raigo-in, Präfektur Tōkyō, Holz, Edo-Zeit.